# I Love You but I've Chosen Darkness
Gli I Love You but I've Chosen Darkness (conosciuti anche con l'acronimo ILYBICD) sono un gruppo musicale rock alternativo statunitense, formatosi ad Austin in Texas nel 2003.
Il gruppo era inizialmente formato da Ernest Salaz, Christian Goyer, Edward Robert, Timothy White, e James McNeely, quest'ultimo sostituito da Daniel Del Favero dopo la pubblicazione del loro omonimo EP di debutto.

## Formazione
Attuale
- Christian Goyer – voce, chitarra
- Edward Robert – basso
- Daniel Del Favero – chitarra
- Ernest Salaz – chitarra
- Timothy White – batteria, percussioni

Ex componenti
- Jason McNeely – chitarra, voce aggiuntiva

## Discografia

### Album in studio
- 2006 – Fear Is on Our Side
- 2014 – Dust

### Extend play
- 2003 – I Love You but I've Chosen Darkness

### Singoli
- 2005 – According to Plan